# Павле Грубјешић
Павле Грубјешић (Шабац, 12. март 1953 — Шабац, 23. јануар 1999) био је југословенски и српски фудбалер.

## Биографија
Грубјешић почео фудбал да тренира у Мачви из родног Шапца. За Партизан је дебитовао у сезони 1971/72, да би наредне сезоне провео краће време на позајмици у Радничком из Ниша. У Нишу се потврдио као одличан стрелац и вратио се у Партизан. Остаје у црно-белом дресу све до 1980. године, и са Партизаном осваја две титуле првака Југославије — 1975/76. и 1977/78. Каријеру наставља у ГАК Грац.

## Смрт
Преминуо је 23. јануара 1999. године од последице срчаног удара у својој 46. години живота.

## Приватни живот
Његов син Никола Грубјешић је такође био играч Партизана.

## Највећи успеси (као играч)

### Партизан
- Првенство Југославије (2) : 1975/76, 1977/78.

## Играчка статистика у ФК Партизан
Статистика Павла Грубјешића са Партизановог званичног клупског сајта
| Такмичење                       | Број утакмица | Број голова |
| ------------------------------- | ------------- | ----------- |
| Првенствене                     | 131           | 26          |
| Интернационалне                 | 35            | 18          |
| Пријатељске                     | 154           | 94          |
| Куп Југославије                 | 4             | 1           |
| Куп европских шампиона          | 2             | 0           |
| Куп УЕФА                        | 1             | 0           |
| Средњоевропски Куп              | 3             | 1           |
| Лига шампиона Југославије       | 4             | 2           |
| Београдски турнир               | 2             | 0           |
| Куп Југославије у оквиру Србије | 1             | 1           |
| Куп Клубова Прве лиге           | 1             | 0           |
| Лига младих тимова              | 21            | 15          |
| Турнир у Мостару                | 2             | 0           |
| Турнир у Вијаређу               | 2             | 0           |
| Интернационални куп "МУХАМЕД V" | 1             | 0           |
| Укупно                          | 364           | 158         |